# 徳次郎城
徳次郎城（とくじらじょう）は、栃木県宇都宮市徳次郎町にあった中世の日本の城。

## 概要
徳次郎城は、後北条氏と手を結んで宇都宮侵攻を企てる日光山僧兵の動きを封じるために、戦国時代に宇都宮国綱の家臣であった新田徳次郎昌言によって築かれたと云われている平城である。宇都宮氏は徳次郎城から北方へ日光街道に沿った6 kmという短区間に、下横倉城、寅巳山城、石那田城、猪倉城と過剰なほど支城を建設したが、真の目的は篠井金山を守るためだったという説もある。
国綱が改易となったのにともない、新田義定の時に廃城となったと考えられている。

## 構造
徳次郎城は、田川の西岸に造られた平城である。
現在残されている遺構は東西200m、南北400m程度の長方形の縄張りである。城跡の東側を田川が流れ、田川の段丘上に構築されている。全部で5つの曲輪から成り、それぞれの曲輪間は幅10m、高さ4m以上の空堀で分けられている。さらに本曲輪の周囲には空堀に加え土塁が構築され、さらに北側と東側の空堀は二重に巡らされている。

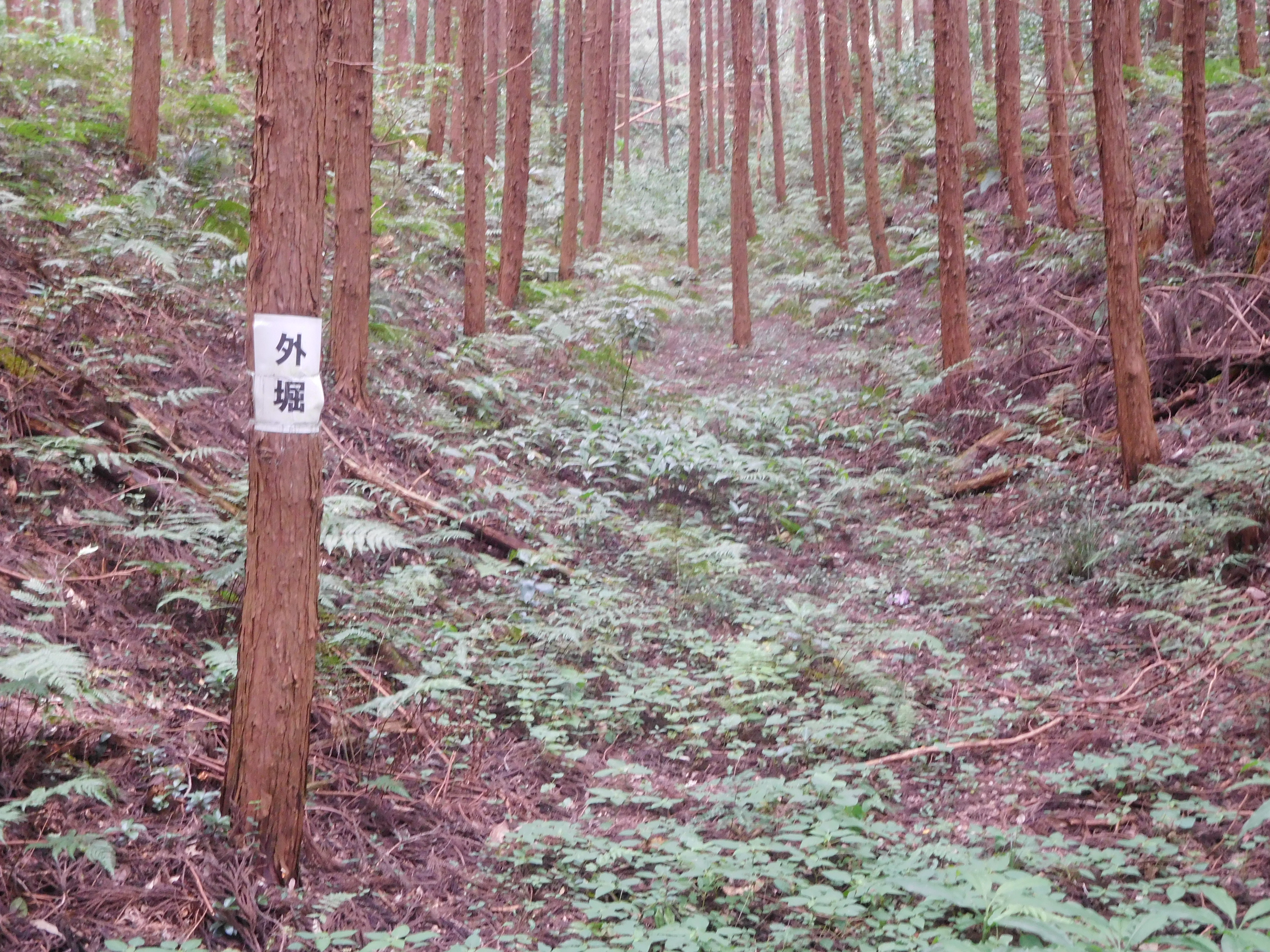
外堀
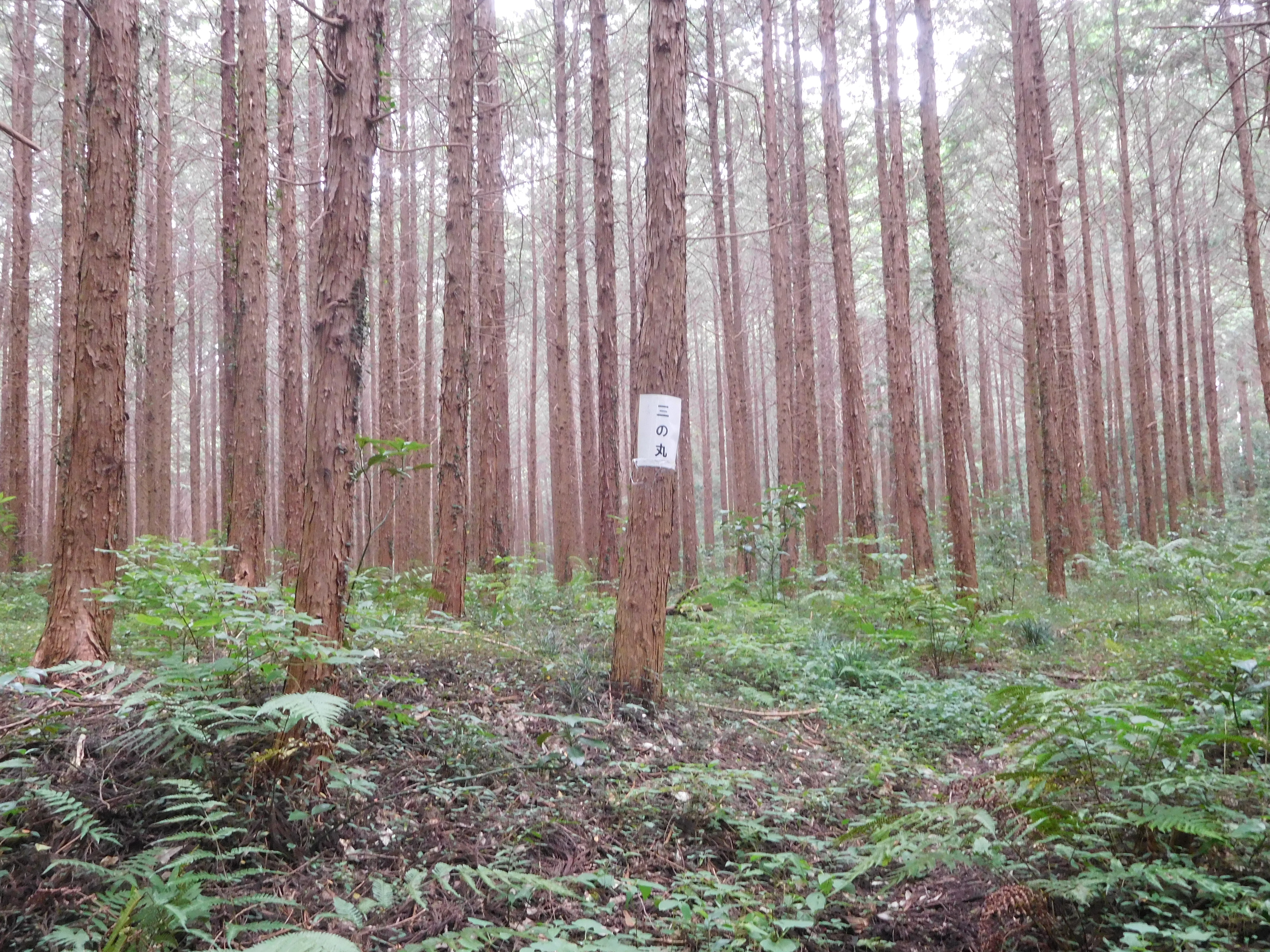
三の丸跡